# Triaenodes inflexus
Triaenodes inflexus är en nattsländeart som beskrevs av Morse 1971. Triaenodes inflexus ingår i släktet Triaenodes och familjen långhornssländor. Inga underarter finns listade i Catalogue of Life.